# Castel Hörtenberg
Castel Hörtenberg (in lingua tedesca Ansitz Hörtenberg o Schloss Hörtenberg) è un castello rinascimentale in Alto Adige, nel comune di Bolzano, in zona S. Osvaldo (St. Oswald) nel quartiere di Dodiciville e posto alle pendici dell'altopiano del Renon.

## Storia
Sorto sul sedime di un maso contadino attestato nel XV secolo quale Obergassen o Jochimshof e nel 1471 proprietà della famiglia Hiertmair o Hörtmair di Bolzano (nobilitata nel 1487 e di seguito chiamata Hörtmair zu Hörtenberg), l'edificio fu da questi nel tardo XVI secolo ampliato in forma di palazzo e dotato di quattro Erker angolari a torretta. Dal 1682 fino nel Ottocento, il maniero era proprietà della famiglia baronale Giovanelli zu Gerstburg und Hörtenberg.
Quando Dodiciville-Zwölfmalgreien nel 1849 divenne, fino al 1911, comune autonomo rispetto a Bolzano, nel maniero di Hörtenberg furono tenute le assemblee della giunta, in quanto il proprietario barone Ferdinand von Giovanelli era dal 1849 al 1861 anche alla guida del comune.
L'edificio, dal 1951 è posto sotto tutela dei beni artistici.
Anche le pendici boschivi che sovrastano il maniero, raggiungendo il Grumer Eck (Monte Tondo) a 1110m e recante la Hörtenberger Kreuz (posta già sul territorio del comune di Renon), portano il loro nome dall'edificio.